# 마에다 도시마스

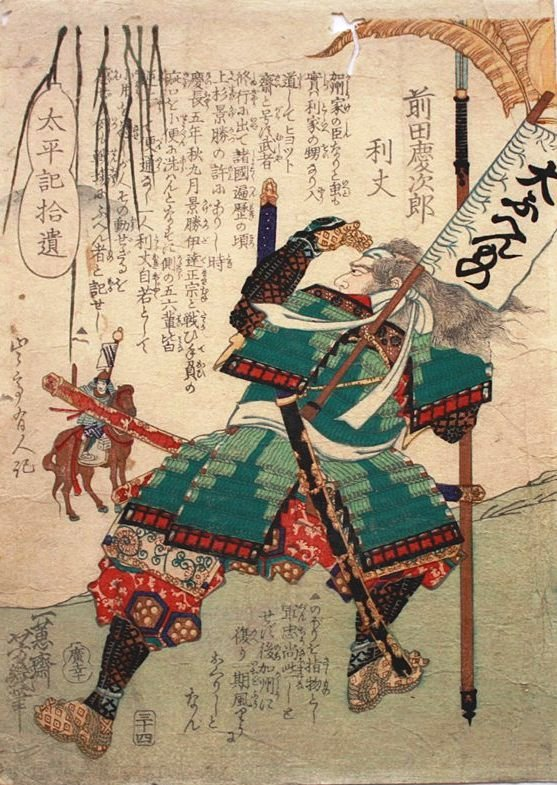
오치아이 카오루 이쿠가(落合芳幾画)

마에다 도시마스(일본어: 前田利益 まえだ とします[*], 덴분 2년(1533년) ~ 게이초 10년 음력 11월 9일(1605년 12월 18일))는 센고쿠 시대 말기 ~ 에도 시대 초기의 무장이다. 마에다 도시이에의 의붓 조카. 어린 시절 다키가와씨에서 마에다씨의 양자로 들어갔고, 생부는 다키가와 이치마스라는 설이 유력하다. 그는 마에다 게이지(前田慶次) / 게이지로(慶次郎)라는 다른 이름으로 불렸고 호탕하고 박력있는 반면 언제나 제멋대로 이면서도 그릇된 행동을 하지 않았다.
시(노래), 악기연주, 검무, 검술을 두루두루 잘 했고 창술의 달인이기도 했다. 그리하여 마에다 도시마스에게 '꽃피는 경차', '천하제일창' 등의 별명이 붙었다. 그 용맹이 일본 내에서는 삼국지 연의의 여포(呂布)와 비견되기도 한다.

## 개략
2024년 시점에서 일본에 퍼져 있는 마에다 도시마스, 일명 마에다 게이지의 인물상은 류 게이이치로(隆慶一郎)의 소설 일몽암풍류기(一夢庵風流記)와 그것을 원작으로 하는 하라 데쓰오(原哲夫)의 만화 꽃의 케이지(花の慶次)에 의해 생겨난 것이다. 그러나 그 원형이 된 것은 《부헨바나시키키가키》(武辺咄聞書), 《상산기담》(常山紀談), 《가관소설》(可観小説), 《옹초》(翁草) 등 에도 시대에 널리 읽혔던 부헨바나시(武辺咄)에 그려진 일화들로, 이들을 통해서 형성된 인물상이 현대에 되살아난 것으로 볼 수 있다.
《대일본사》(大日本史)의 속편인 《대일본야사》(大日本野史)에서도 「임협전 ・ 마에다 도시타카 전」(任侠伝・前田利太伝)으로써 제275권에 그의 전기가 실려 있고, 우키요에(浮世絵)로도 그려지는 등 에도 시대에는 나름대로 지명도가 꽤 있었다고 여겨진다.《대일본야사》에서는 이미 마에다 도시이에를 목욕탕으로 불러들여 장난을 쳐놓고 준마 하루카제(松風)를 타고 도망쳤다거나, 우에스기 집안(上杉家)에 출사하면서 「다이후헨모노」(大ふへん者)라는 기치를 썼다가 꾸지람을 들었다거나 하는, 현대에 널리 알려진 일화들이 많이 실려 있다.
한편으로 그 인기에 반해 역사상의 인물로써 마에다 도시마스의 사적을 뒷받침하는 1차 사료는 적다. 특히 마에다 집안을 뛰쳐나오기까지의 구체적인 동향이나 일화는 마에다 집안 관련 사료에서는 거의 확인할 수가 없다. 이에 대해서 이케다 고이치(池田公一)는 「게이지로에 관한 사료들은 마에다 집안의 '금기'로서 이미 (게이지가 마에다 집안을) 뛰쳐나간 직후 '암매장'되었다고 해도 좋지 않을까. 그 정도로 게이지로의 「가부키」로 점철된 파천황적인 행동이 도시이에의 분노를 불러 일으켰음을 보여준다」고 평하였다. 하지만 오히려 그랬기 때문에 사람들의 자유로운 상상력을 불러 일으키게 되었고, 에도 시대부터 여러 부헨바나시로 널리 다루어지면서 현대 일본에서도 소설 · 만화 · 게임 등으로 마에다 게이지(마에다 도시마스)의 이름을 널리 알리는 계기가 되었다.

## 가나와 휘
가나(仮名) 즉 통칭은 소헤이(宗兵衛), 게이지로(慶次郎/慶二郎/啓次郎), 게이지(慶次) 등이다. 휘는 도시마스 외에도 도시사다(일본어: 利貞)、도시타카(일본어: 利卓, 일본어: 利太), 도시히로(일본어: 利大), 도시오키(일본어: 利興) 등으로 다양하게 전해지고 있다. 현대 일본 역사책 등에서는 도시마스(利益) 또는 도시타카(利太)로 표기되는 경우가 많은데, 게이지 자신의 자필로는 게이지로(啓二郎, 마에다 게이지 도중일기), 게이지(慶次, 倉賀野綱秀宛書状), 도시사다(利貞, 亀岡文殊奉納詩歌, 게이지 본인이 소장했다고 알려진 술병) 뿐이다. 게이지 본인의 자필 외로 당시 사료를 통해 확인되는 것은 게이지(慶二, 마에다 도시이에가 보낸 서장), 도시타카(利卓, 野崎知通의 유서)이다. 利益, 利太, 利大, 利興 등의 표기들은 2차 사료 이후의 기술들에서 보인다.

## 생몰년
《가가 번 사료》(加賀藩史料)에서는 「게이초(慶長) 10년 11월 9일 마에다 게이지 도시타카(前田慶次利太)가 사망하였다. 이때 나이 일흔 셋이었다」(慶長十年十一月九日前田慶次利太、没す。時に年七十三)라고 되어 있다. 출전으로 《고거적록》(考拠摘録) ・ 《상화자원》(桑華字苑) ・ 《잡기》(雑記) ・ 《중집잡담》(重輯雑談) ・ 《삼호기》(三壷記) ・ 《가관소설》(可観小説) ・ 《무고암기》(無苦庵記) ・ 《가가 번 역보》(加賀藩暦譜) ・ 《마에다 씨 계보》(前田氏系譜)라는 사료명이 열거되어 있고, 그의 사망한 해에 관한 기재는 《고거적록》에 포함되어 있다. 이를 통해 게이지가 태어난 해를 역산할 수는 있지만, 게이지가 태어난 해가 언제라는 언급은 어디에도 그 기재가 없다.
한편으로 19세기 초두에 성립된 요네자와(米沢)의 향토 사료인 《요네자와 이인담》(米沢里人談)에서는 「게이초 18년 6월 4일에 병사하였다」(慶長十八年六月四日病死), 《요네자와 고지류찬》(米沢古誌類纂)에서는 「게이초 17년 6월 4일에 도모리(堂森)에서 병으로 죽었다」라고 되어 있다. 또한 태어난 해에 대해서 《요네자와 사담》(米沢史談)에서는 「덴분 10년(1541년) 무렵에 비슈(尾州) 가이도 군(海東郡) 아라코(荒子)에서 태어났다」고도 한다.

## 생애
양아버지 마에다 도시히사(前田利久)는 마에다 도시하루(前田利春)의 장남으로 오와리 국(尾張国) 아라코 성(荒子城, 일본 아이치 현 나고야 시 나카가와 구 소재)의 성주였다. 친아버지는 오다 노부나가의 중신 다키가와 가즈마스(滝川一益)의 일족인데, 비정되는 인물로는 여러 설이 있어서 일본 학계에서도 확정된 것이 없다. 일설에는 가즈마스의 종형제, 또는 조카인 다키가와 마스우지(滝川益氏), 다키가와 마스시게(滝川益重)、가즈마스의 형 다카야스 노리카쓰(高安範勝), 또는 도시마스가 가즈마스의 동생이라는 설도 있다. 아들이 없었던 도시히사가 아내의 친정인 다키가와 씨로부터 동생인 야스카쓰(安勝)의 딸의 사위로써 도시마스를 데려다 양자로 삼았다고도, 친어머니가 도시히사에게 재취한 것이라고도 한다.
에이로쿠(永禄) 12년(1569년)에 노부나가로부터 「도시히사에게 아들이 없고 병약하므로 『武者道御無沙汰』하는 상태가 있어」(『村井重頼覚書』)라는 명목으로 도시히사는 은거하게되었고, 그 동생인 도시이에(利家)가 오와리 아라코 2천 관(貫)의 땅(약 4천 석)을 잇게 되었다. 때문에 도시마스는 양아버지를 따라 아라코 성을 떠나게 되었다. 오와리 소재 아쓰타 신궁(熱田神宮)에는 덴쇼(天正) 9년(1581년) 6월에 아라코의 주인(住人)인 마에다 게이지로(前田慶二郎)가 봉납했다고 전하는 「末□」라는 명(銘)이 있는 다치(太刀)가 남아 있다. 또한 《을유집록》(乙酉集録)의 「尾州荒子御屋敷構之図」에는 아라코 성의 동남쪽에 동서로 20간, 남북으로 18간 되는 넓이의 「게이지 님의 집터」(慶次殿屋敷)가 기록되어 있다. 덴쇼 9년(1581년) 무렵에 노부나가 앞으로 여러 차례  나아가 노토(能登) 1국을 다스리는 다이묘(大名)가 된 도시이에를 의지하여  그에게 출사하게 되었다. 또 도시이에로부터 도시히사・도시마스 부자에게 7천 석이 주어졌는데, 도시히사가 2천 석, 도시마스가 5천 석이었다.
덴쇼 10년 6월 2일(1582년 6월 21일), 혼노지의 변(本能寺の変)이 일어났다. 마에다 집안의 사료인 《가택기》(加沢記)에는 이때 도시마스는 다키가와 세의 선두가 되었다. 덴쇼 12년(1584년) 고마키 나가쿠테 전투(小牧・長久手の戦い)에서는 삿사 나리마사(佐々成政)가 공격해 온 스에모리 성(末森城) 구원에 나섰다.  또한 이듬해 5월에는 삿사측에 돌아선 기쿠치 다케카쓰(菊池武勝)가 성주를 맡고 있던 아미 성(阿尾城)에 입성하여 이 성의 탈환에 나선 진보 우지나가(神保氏張) 등의 군세와 교전하였다(《스에모리키》). 이때의 도시마스의 신분에 대해 성주 아니면 성대(城代, 성주 대리)였다는 견해도 있는데 실제로 성에 머무른 것은 5월에서 7월 무렵까지 석 달 정도였다고 여겨진다. 덴쇼 15년(1587년) 8월 14일, 의붓아버지 도시히사가 사망하고 도시마스의 적남 마에다 마사토라(前田正虎)가 도시이에에게 출사하고 도시히사의 봉지는 그대로 2천 석이 주어졌다. 덴쇼 18년(1590년) 3월, 도요토미 히데요시(豊臣秀吉)의 오다와라 정벌(小田原征伐)이 시작되고 도시이에가 호쿠리쿠도(北陸道)의 총직(惣職)을 명받게 되어 출정하게 되자 도시마스도 이를 따랐고, 이어 도시이에가 무쓰(陸奥) 지방의 검전사(検田使) 임무도 명받게 되면서 도시마스 또한 이를 수행하였다.
그러나 덴쇼 18년(1590년) 이후, 도시마스는 마에다 집안을 뛰쳐나온다. 그 이유에 대해서는 도시이에와의 불화라는 설, 도시히사의 죽음을 계기로 마에다 집안과의 연이 사라졌기 때문이라는 등의 설도 있지만 않지만 확실한 것은 없다. 한편 도시마스의 적자인 마사토라를 비롯해 그의 처자들은 도시마스를 수행하지 않았다. 그 뒤에는 교토(京都)에서 로닌(浪人) 생활을 하면서 사토무라 죠하(里村紹巴) ・ 쇼시쓰(昌叱) 부자나 구조 다네미치(九条稙通) ・ 후루타 오리베(古田織部) 등 다수의 문인들과 교류하였다고 한다. 다만 가인(歌人) 「사쇼」(似生)는 덴쇼 10년(1582년)에는 이미 교토에서의 렌카카이(連歌会)에 출석한 기록이 《렌카소모쿠로쿠》(連歌総目録)에 있어서, 마에다 집안을 뛰쳐나오기 전부터 교토에서 문화 활동을 하고 있었던 것으로 보인다. 덴쇼 16년(1588년)에는 우에스기 집안(上杉家)의 가신(家臣)인 기도 겐사이(木戸元斎)의 저택에서 열린 렌카카이(連歌会)에 출석한 것 외에도 렌카카이에 드문드문 얼굴을 마주치곤 했던 호소카와 유사이(細川幽斎)의 렌카 모음집(連歌集) 《겐지코고렌카》(玄旨公御連哥)에는 연도 미상의 「五月六日, 前田慶次興行於和泉式部(誠心寺)」라고 해서, 도시마스 본인이 주최한 렌카카이에 유사이가 출석한 것이 기록되어 있다.
훗날 우에스기 가게카쓰(上杉景勝)가 에치고(越後)에서 아이즈(会津) 120만 석으로 이봉되는 게이초(慶長) 3년(1598년)부터 세키가하라 전투(関ヶ原の戦い)가 벌어진 게이초 5년(1600년)까지의 사이에 우에스기 집안(上杉家)에 사관하였고, 신규 고용된 로닌 집단인 조외중(組外衆)의 필두로써 1000석을 받았다. 한편 게이초 9년 8월 나오에 가네쓰구(直江兼続) 서장에는 「홋코쿠(北国, 호쿠리쿠)로 마중하는 사자를 보냈고, 가스가 모토타다(春日元忠) 앞으로 곧 도착하게 될 것이니 기쁘다. 저택을 짓는 것은 편안하게 하면 된다. 마냥 무리하게 조작은 필요없다」라고 하여, 이것이 도시마스 고용에 관한 서장이라고 보는 견해도 있다. 세키가하라 전투에서는 하세도 성 전투(長谷堂城の戦い)에 출진하여 공을 세웠다고 한다. 서군(西軍)의 패퇴로 우에스기 씨가 30만 석으로 감봉되어 요네자와(米沢)으로 옮기게 되자 이를 따라 요네자와 번에 출사하였다. 요네자와에서는 가네쓰구와 함께 《사기》(史記)에 주석을 붙이고, 와카(和歌)나 렌카(連歌)를 읊는 등 유유자적 생활을 보냈다고 전해진다(우에스기 집안이 소유하고 있던 《사기》는 일본의 국보로 지정되어 있는데, 도시마스가 주석을 달았다는 《사기》가 이것을 가리키는 것인가에 대해서는 불명이다).

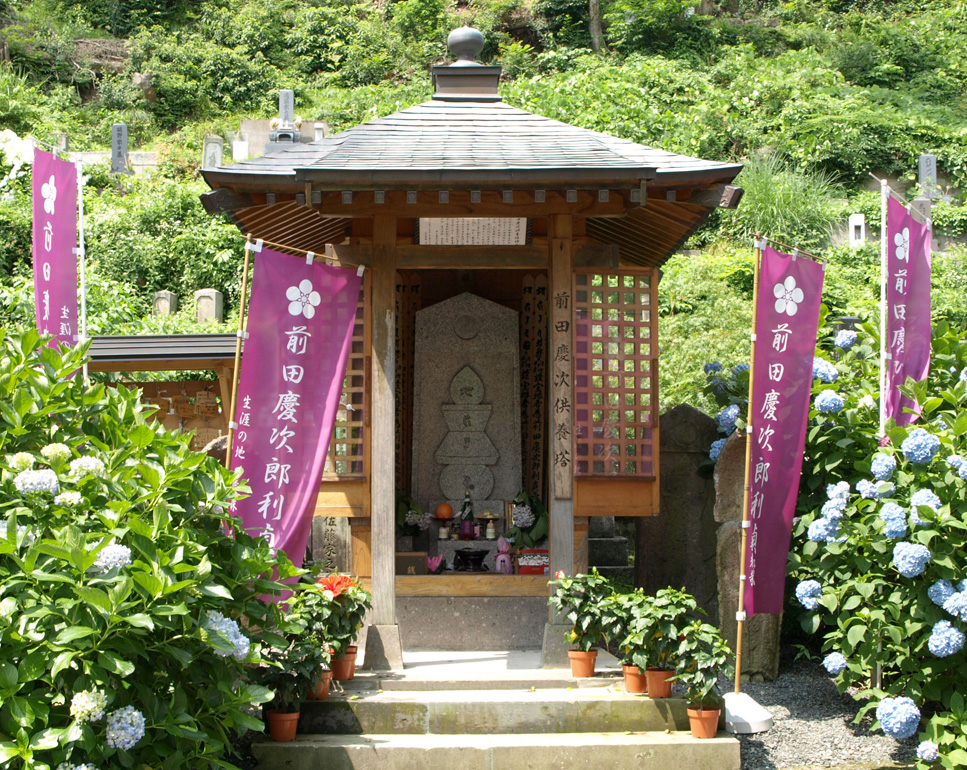
요네자와시 도모리 젠코지(堂森善光寺) 공양탑

마에다 게이지의 만년을 둘러싸고, 현존하는 일본의 관련 사료들이 기록하고 있는 바가 제각기 다르다. 가장 구체적인 것은 노자키 도모미치(野崎知通)의 유서(遺書)로 우에스기와 마음을 하나로 하여 여러 가지 일을 해왔으나, 해가 지나서 쓰카에(痞)의 병이 발생하고 보양을 위해서라 칭하고 야마토 국(大和国)으로 옮겨갔다. 그러나 상경하여 「범혹」(犯惑)에 이르는 일이 잦았고, 급기야 마에다 도시나가(前田利長)의 명으로 야마토 국 가리메(刈布)에 칩거하게 되었다. 그뒤에는 불문(仏門)에 들어 스스로를 「류사이켄 후벤사이」(일본어: 龍砕軒不便斎)라 하고 게이초 10년(1605년) 11월 9일에 그 땅에서 생애를 마쳤다. 그곳의 안라쿠지(安楽寺)에 한 사묘(廟)를 지어서 「류사이켄 후벤사이 이치무안슈」(龍砕軒不便斎一夢庵主)라고 새긴 너비 넉 자, 높이 다섯 자의 석비(石碑)가 세워졌다고 한다(현존하지 않는다). 또한 「마에다게이지토노텐」(前田慶次殿伝)에서는 刈布에 「가리메」(カリメ)라는 발음 토가 붙어 있어서, 일본의 역사 연구자인 이마후쿠 다다시(今福匡)는 이곳을 당시에는 「카리후」(カリフ)라고 읽었던 것은 아닐까 추측, 안라쿠지가 있는 우다시(宇陀市) 우타노후루이치바(菟田野古市場)의 북쪽, 오사와 지구(大沢地区)나 미타 지구(見田地区)에 있는 「카리우」(カリウ)가 그 옛 땅이 아닐까 하는 견해를 보이기도 했다. 한편 『가가 번 사료』(加賀藩史料)에 인용된 「가가 번 역보」(加賀藩歴譜), 「마에다 씨 계보」(前田氏系譜)에서는 우에스기의 영지인 아이즈에서 사망하였다고 되어 있다. 또한 같은 우에스기의 영지이되 아이즈가 아닌 요네자와에서 마에다 게이지가 사망하였다고 전하고 있는 것이 『가관소설』(可観小説)로, 기사 말미에 「米沢にて病死しけるとなむ」 이 요네자와설과 지론을 함께하는 것이 요네자와의 향토사료들로 『요네자와 고지류산』(米沢古誌類纂)에서는 요네자와 근교의 도모리에 은거하였고 게이초 17년(1612년) 6월 4일, 도모리의 기모이리 타로효에(肝煎太郎兵衛)의 집에서 사망하였다고 되어 있다. 또한 도시마스의 유해는 기타데라 정(北寺町)의 이치카인(一花院)에 장사지냈다고 하였는데, 이치카인은 이후 폐사되었고 당시의 흔적조차  남아 있지 않다. 도모리 젠코지(堂森善光寺)에 마에다 도시마스의 공양탑이 남아 있기는 하지만, 이는 비교적 최근인 1980년에 세워진 것이다. 다만 『요네자와 고지류산』(米沢古誌類纂)에서는 「위패(牌)는  젠코지에 있다」라고도 쓰여 있고, 최근에는 젠코지에서 마에다 게이지의 공양제(供養祭)도 올리고 있다.

## 인물・일화

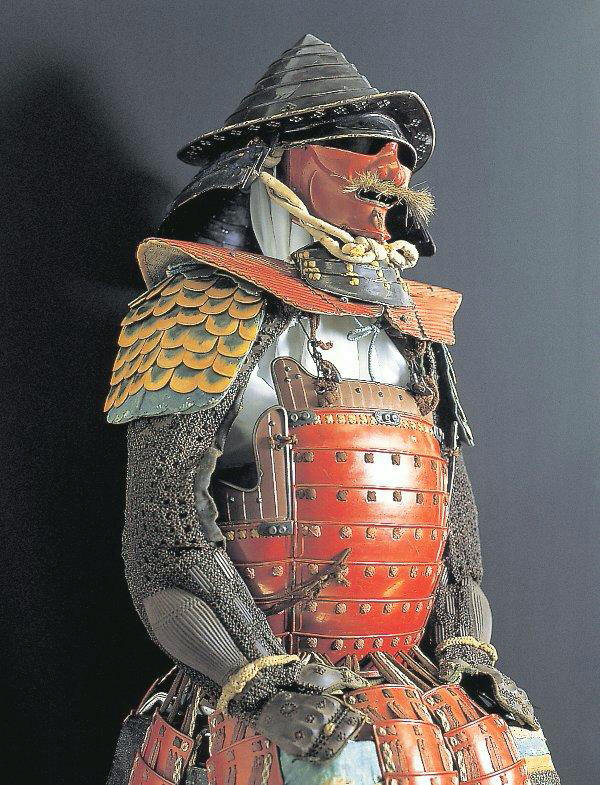
마에다 도시마스가 입었다고 전하는 자계위주칠도오매동구족(紫糸威朱漆塗五枚胴具足). 요네자와시 미야사카 고고관 소장(宮坂考古館所蔵))

### 인물
- 하라 데쓰오의 만화 《꽃의 게이지》에서 「신장 여섯 자 다섯 치(197cm)의 거구의 무사」로 그려진 이래로, 마에다 게이지는 체격이 좋은 거구의 사내로 일본의 대중 매체에서 그려지는 경우가 많은데, 실제로는 신장에 관한 기술이 존재하지 않고, 도시이에 본인의 것으로 전하는 현존 갑주도 다른 무장들의 것에 비해서 그렇게 크기가 차이가 나지는 않는다.
- 세키가하라 전투 이듬해인 게이초 6년(1601년)에 교토의 후시미(伏見)에서 요네자와로 내려갈 때의 사적을 자신의 일기에 기록하였다(마에다 게이지 도중일기). 여기에는 와카(和歌)나 한시(漢詩), 방문한 지역의 전설에 대한 개인적인 견해를 적어놓는 등 높은 교양 수준을 엿볼 수 있다. 또한 일기의 기술을 통해 마에다 게이지 자신이 최소 세 명의 조선인을 몸종으로 거느렸음을 알 수 있다. 그 부모가 병에 걸리는 바람에 보다이 산성(菩提山城)의 성주(다케나카 시게카도?)에게 서장을 보내어 맡기고 남은 둘과 여행을 계속하였는데, 이때 게이지는 「今日まではおなじ岐路を駒に敷き立ち別れけるぞ名残惜しかる」라고 읊어서 이별을 슬퍼하였다. 한편으로 부친이 맡겨졌다고 하는 보다이 산성이 위치한 다루이 정(垂井町) 인근의 요로 정(養老町)에는 마에다 게이지와 관련한 전설이 남아 있으며, 「마에다의 비」(前田の碑)가 세워져 있다.
- 게이지를 자주 따랐던 노자키 도모미치(野崎知通)는 그를 두고 「도시사다 공(도시마스)은 심지 굳센 맹장이라」(利貞公は心たくましく猛将たり)라고 도시마스를 평가하였다. 또한 「謂あって浪人となりたまへり、故に一つの望みあり、然れも末行し次第にとろうの理によりて秀日なし」라고도 하였다. 그러한 소망이 무엇이었는지는 알 수 없다(前田慶次殿伝).
- 나오에 가네쓰구(直江兼続)와의 친교가 유명한데, 우에스기 집안의 가신이었던 야스다 요시모토(安田能元)와도 친하여 두 사람이 함께 지은 렌카(連歌)가 남아 전한다. 여기에서 게이지는 자신의 서명을 「利貞」로 하였다.
- 아라이 하쿠세키는 자신이 저술한 《번한보》(藩翰譜)에서 「세상에 둘도 없는 용사다」(世にかくれなき勇士なり)라고 마에다 게이지를 칭찬하였다.
- 야마가타 현(山形県) 요네자와 시(米沢市) 미야자카 고고관(宮坂考古館)에 마에다 게이지의 갑주 등의 유품이 전시되어 있다. 2009년 4월 야마가타 현 가와니시 정(川西町)의 기쿠스이 공예관(掬粋巧芸館)에서 마에다 게이지의 것이라고 전하는 또 한 벌의 갑주가 거의 40년 만에 두 번째로 특별 공개되었다. 이들은 기본적으로 비공개로, 그런 만큼 보존 상태가 매우 양호하였다. 그밖에 이즈미 교카가 소장하였다고 전하는 개인 소장 갑주도 있다. 이들 갑주를 가리키는 것인지는 알 수 없지만 우에스기 집안에 전해지는 갑주들을 정리한 《고쿠소쿠 대장》(御具足台帳)에는 마에다 게이지의 갑주가 세 벌이 기재되어 있다. 한편 대장에 기재되어 있는 역대 도슈가 사용하였던 갑주 이외의 것은 나오에 가네쓰구가 입었다고 전하는, 「애」(愛)를 붙인 투구로 유명한 갑주를 포함한 두 벌과, 우에스기 노리마사(上杉憲政)의 것으로 전하는 갑주 한 벌, 그리고 마에다 게이지의 것으로 전하는 갑주 세 벌뿐이다.
- 기쿠스이 공예관 소장 갑주는 모두 붉게 칠해져 있는 점에서 온통 붉게 칠한 창과 마찬가지로 통상적인 무사가 착용할 수 없는 것이라는 지적이 나와 있다.[10]

### 일화
- 게이지로(도시마스)는 평소 세상을 가벼이 여기고 다른 사람을 바보 취급하는 나쁜 버릇이 있었다. 이를 숙부 도시이에로부터 누누히 지적받곤 하였다. 게이지로는 이를 달가워하지 않았는데, 어느 날 게이지로는 도시이에에게 「지금까지 걱정만 끼쳐 드리고 살아서 송구스럽습니다. 앞으로는 마음을 고쳐 성실하게 살아가고자 합니다. 차 한 잔 대접하고 싶어서 그러니 제 집에 와 주실 수 있겠습니까?」라고 여쭈었고, 도시이에는 게이지로가 이제야 마음을 고쳐먹었다고 기뻐하며 조카의 집을 찾아갔고, 게이지로는 「오늘은 날이 쌀쌀한데 차보다 먼저 목욕이라도 하시는 게 어떠십니까?」라고 도시이에에게 권했다. 도시이에는 「그거 듣던 중 반가운 소리다」라고 승낙하고 게이지로와 함께 목욕탕으로 향했다. 도시이에가 옷을 벗는 사이에 게이지로가 「지금 물 온도가 딱 좋게 되었습니다.」라고 하고 목욕탕을 나갔다. 도시이에가 이를 듣고 욕조에 들어가니, 물은 말 그대로 얼음장 같은 냉수였다. 이렇게 되자 온후한 성격의 도시이에도 참을 수가 없어 「고얀 놈에게 속았구나. 당장 가서 잡아 와라」라고 옆에서 수행하던 자들에게 고함쳤지만, 게이지로는 이미 애마 하루카제(松風)를 타고 무사히 구니를 빠져나간 뒤였다(숙부 도시이에의 애마인 다니카제谷風를 빼앗아 탔다는 이야기도 있다). 이는 마에다 게이지의 일화 가운데서도 유명한 것이 이 목욕물 일화인데, 해당 이야기가 처음 나온 것은 에도 시대 후기의 수필집인 《옹초》(翁草)로 그 신빙성은 낮다. 또한 《옹초》에서는 「도시이에가 욕실로 향하자」(利家が浴室にむかうと)라고 기술되어 있었는데, 훗날 《상산기담》(常山紀談) 등에서 「욕조에 들어가」(湯船に入ると)라고 각색되었다. 《대일본야사》 마에다 도시타카 전에도 「욕조에 들어가니, 바야흐로 찬물이었다」(湯船に入ると、すなわち冷水であった)라고 적혀 있다.
- 《대일본야사》 마에다 도시타카 전에는 마에다 게이지가 우에스기 집안에 사관했을 때 「다이후헨모노」(大ふへん者)라는 기치를 써서 들고 있었는데, 다른 무사들과 이로 인해서 말다툼이 벌어졌다고 한다. 무사들은 「우리 무공도 혁혁한 우에스기 집안에 출사한지 며칠 되지도 않은 당신이 어찌하여 다이후헨모노(大ぶへん者, 이렇게 읽으면 대무변자大武辺者 즉 무공이 당대에 뛰어난 자라는 뜻이 된다) 같은 말을 적은 기치를 내세울 수 있는가?」라고 꾸짖었는데, 게이지로는 「당신들은 시골뜨기 분들이시라 가나의 청(清) ・ 탁(濁)도 알지 못하시는가? 소인이 로닌(浪人)으로 하도 처지가 곤궁하여 다이후헨모노(大ふべん者, 이렇게 읽으면 대불편자大不便者 즉 크게 불편함이 많은 자라는 뜻이 된다)로 써서 들고 다닌 것이외다」라고 쓴웃음을 지으며 답했다고 한다.
- 우에스기 가게카쓰에게 출사하였을 때 첫 대면에서 진흙투성이의 무 세 뿌리를 가지고 와서 「이 무처럼 겉보기에는 누추해도 입에서 씹을수록 참맛이 나는 것이 소인이올시다」라고 자신을 소개하였다(『常山紀談』『米澤人國記』).
- 게이지로(도시마스)가 교토에 있을 때, 도요토미 히데요시가 후시미성(오사카성이라고도 한다)에 이름난 다이묘들을 불러모아서 저녁에 성대하게 연회가 열렸다. 원래 거리낌이 없는 게이지로는 어찌저찌 이 자리의 일원에 끼어 있었다. 연회가 한창일 때 게이지로는 말석 쪽에서 원숭이마냥 수건으로 얼굴을 감싸듯 뒤집어쓰고, 부채를 흔들면서 손짓 발짓으로 원숭이 흉내를 내며 춤을 추면서 그 자리에 배석한 다이묘들의 무릎 위에 차례로 앉아 그 주인의 얼굴을 살피고 다녔다. 물론 원숭이 흉내를 내며 원숭이 춤을 추는 술자리에서의 분위기 띄우기에 누구 하나 그를 나무랄 사람도 없었고, 화를 낼 사람도 없었다. 그런데 우에스기 가게카쓰 앞에 오게 되었을 때, 게이지로는 가게카쓰를 피해, 다음 사람의 무릎 위로 넘어갔다. 나중에 게이지로는 이때의 일에 대해 「천하가 넓다 하여도 실로 내가 주군으로 의지할 것은 아이즈의 가게카쓰 말고는 없다.」라며, 가게카쓰 앞에 나서니 위풍이 늠름한 것이 감히 범접할 수 없는 분위기가 있어 차마 그 무릎에 올라앉을 수가 없었다는 것이었다(《요네자와고지류산》, 《요네자와시단》).
- 아이즈로 옮겨가던 날 술자리에서 린젠지(林泉寺)에 성격이 오만한 화상(승려)이 있는데 좀 때려 주고 싶다고 푸념을 늘어놓는 사람이 있었다. 이를 들은 게이지로(도시마스)는 곧바로 린젠지를 찾아갔고, 바둑판을 발견하고 그 화상에게 바둑 한 판을 제안하였다. 게이지로는 이긴 쪽이 진 쪽의 머리를 가볍게 때려 주기로 제안하였고, 첫 판에서 화상이 이기자 화상은 머리를 때리기를 거절하였으나 굳이 요구하는 게이지로에게 마지못해 가볍에 그의 이마를 한 대 때렸다. 두 번째 판에서 게이지로가 이기고, 게이지로 역시도 화상을 때리는 것을 주저하는 듯한 모습을 보였는데, 화상이 괜찮다고 하자 게이지로는 알겠다며 그대로 온 힘을 실은 주먹으로 화상의 미간을 후려쳤다. 코피를 흘리며 쓰러진 화상을 뒤로 하고 게이지로는 절을 떠났다(《가관소설》, 《요네자와시단》).
- 에도 시대의 패사소설(稗史小説) 《이시야마군키》(石山軍記)에는 이시야마 혼간지(石山本願寺) 공격 때에 노부나가의 큰 깃발을 빼앗아 돌아왔다고 한다.
- 마에다 게이지의 손녀딸로 도다 가타카쓰의 딸인 기사(幾佐)은 이마이노 쓰보네(今井局)라 이름하고 슌코인(春香院), 세이타이인(清泰院)에게 출사하였던 가가 번의 유명한 죠추(女中)였다. 세이타이인 소생의 마에다 쓰나노리(前田綱紀)의 양육도 담당하였기 때문에, 만년에는 쓰나노리로부터 성 가까운 곳에 저택을 받기도 했고, 나아가 양자를 들이도록 하여 도다 유키에(戸田靱負)라 하고 7백 석을 주었다. 이마이노 쓰보네가 죽은 뒤에는 묘전에 차를 공양하는데 쓸 다탕료(茶湯料)로 5백 석이 주어졌고, 오랫동안 그 공양을 모시게 하였다. 유명한 마에다 도시이에의 주판은 호슌인(芳春院)에게서 슌코인에게로 넘겨졌고, 이마이가 이를 맡고 있었는데, 슌코인이 사망한 뒤 마에다 집안에게로 돌아가게 되었다고 한다(《松雲公御夜話》 《金澤古蹟志》).

### 내용주
1. ↑  돌(咄)은 일본어로 화(話)와 마찬가지로 '하나시'로 읽으며, '이야기'라는 뜻이다. '부헨바나시'란 '무도(武道)에 관한 체험 등을 내용으로 다룬 이야기'라는 뜻이다. 센고쿠 시대(戦国時代)에 다이묘(大名)에게 출사했던 오토기슈(御伽衆, 御咄衆)가 주가 되어 이를 행하였다. 전진(戦陣)에서 진중의 야간 경비를 서는 이들에게 (졸음 쫓기용으로) 특히 큰 인기를 얻었다. 일본의 무장들은 이 부헨바나시를 통해 여러 구니의 동정을 알 수 있었으며, 동시에 장졸들의 사상 통일에도 유용하게 써먹었다. 센고쿠 시대에는 야간 경비를 서는 장졸들의 졸음을 쫓기 위해 주로 밤에 구연하는 일이 많았지만 차츰 낮에도 행해지게 되었으며, 일본의 문헌 가운데 무슨무슨 야화(夜話), 무슨무슨 바나시 각서(咄之覚書)라는 제목이 붙은 기록들은 이러한 부헨바나시들을 모은 기록이다.[3]
2. ↑  「利」는 마에다 집안, 「益」는 다키가와 집안의 돌림자이기도 하다
3. ↑  예를 들면 히미(氷見) 태생의 일본의 작가 노사카 도시오(能坂利雄)는 『호쿠리쿠의 검호』(北陸の剣豪, 홋코쿠 출판사)에서 「그럼에도 한때는 도시이에의 객장(客将)으로써 출사한 적이 있는 듯, 히미 아미 성의 성주가 된 것이 마에다 번 창세기의 자료 속에 산견된다」라고 하였다.
4. ↑  다만 같은 시대에는 도시마스가 도시이에와 불화하였다는 사료가 없고, 도시마스에게 붙좇았던 노자키 도모미치(野崎知通)는 도시이에의 적남(嫡男) 마에다 도시나가(前田利長)와 불화가 있었다고 하였다.
5. ↑  전문은 「마에다 게이지 도노텐」(前田慶次殿伝)으로써 이시카와 현립 도서관(石川県立図書館) 소장 『秘笈叢書19』에 실려 있다. 또한 가나자와 시립 다마가와 도서관(金沢市立玉川図書館)의 근세사료관(近世史料館)에 소장된 「考拠摘録」에도 그 발췌가 수록되어 있으며, 『가가 번 사료』(加賀藩史料)에서도 읽을 수 있다.
6. ↑  『가칸쇼세쓰』가 쓰고 있는 것은 「主には上あるべからずと景勝の家を不出, 子息弾正大弼定勝迄長命にて罷在, 米沢にて病死しけるとなむ」라는 것으로 『우에스기 쇼시쇼소』(上杉将士書上)가 「단죠노다이히쓰(弾正大弼) 사다카쓰(定勝)의 대에 병사하셨다」(弾正大弼定勝の代に病死仕候)라고 쓰여 있던 것을 답습한 것으로 여겨진다. 그러나 , 우에스기 가게카쓰가 가독을 이은 것은 겐나(元和) 9년(1623년)의 일이고 게이초 17년(1612년)에 도모리에서 사망하였다는 다른 요네자와의 향토사료와는 이 점에서 모순되는 내용이다.
7. ↑  『요네자와 고지류산』(米沢古誌類纂)에는 「一華庵」, 『요네자와시탄』(米沢史談)에서는 「一華院」이라고 쓰여 있는데, 『요네자와 이진탄』(米沢里人談)에는 「万松山一花院」, 또한 쇼와(昭和) 초기인 1931년(쇼와 6년) 그려진 요네자와 성하회도(米沢城下絵図)에도 「一花院」이라고 기재되어 있다.
8. ↑  또는 「비석」(碑)이라고도 한다. 같은 『요네자와고지류산』(米沢古誌類纂)에 실린 사료라 해도 「요네자와 사적고」(米沢事跡考)에는 「위패」(牌), 「요네자와 지명선」(米沢地名選)에는 「비석」(碑)으로 되어 있다. 또한 이치타테 요네자와 도서관(市立米沢図書館)의 디지털 라이브러리에서 열람할 수 있는 『요네자와 사적고』의 사본에는 「위패」라고 되어 있다.